# Primswiesen bei Bilsdorf
Primswiesen bei Bilsdorf este o arie protejată (arie specială de conservare — SAC, sit de importanță comunitară — SCI) din Germania întinsă pe o suprafață de 18 ha, integral pe uscat.

## Localizare
Centrul sitului Primswiesen bei Bilsdorf este situat la coordonatele 49°23′15″N 6°49′24″E / 49.3875°N 6.8233°E.

## Înființare
Situl Primswiesen bei Bilsdorf a fost declarat sit de importanță comunitară în octombrie 2000 pentru a proteja 1 specie de animale. Situl a fost protejat și ca arie specială de conservare în ianuarie 2017.

## Biodiversitate
Situată în ecoregiunea continentală, aria protejată conține 2 habitate naturale: Pajiști cu Molinia pe soluri calcaroase, turboase sau argilos-nămoloase (Molinion caeruleae), Fânețe de joasă altitudine (Alopecurus pratensis, Sanguisorba officinalis).
La baza desemnării sitului se află o specie protejată de  nevertebrate: fluturele purpuriu (Lycaena dispar).
Pe lângă speciile protejate, pe teritoriul sitului au mai fost identificate 4 specii de plante, 5 specii de nevertebrate.